# Колдбран
Koldbrann e норвежка блек метъл група, основана през 2001 година.

## Дискография
Студио албуми
- 2003 – „Nekrotisk Inkvisition“
- 2006 – „Moribund“

Демо
- 2002 – „Pre-Prod 2002“
- 2002 – „Mislyder fra Det Nekrotiske Kammer“